# Línea Óder-Neisse
La línea Óder-Neisse (en polaco: Granica na Odrze i Nysie Łużyckiej; en alemán: Oder-Neiße-Grenze) marca en la actualidad la frontera entre Polonia y Alemania. Fue definida el 2 de agosto de 1945, cuando la Unión Soviética transfirió el extremo oriental de los antiguos territorios alemanes a la República Popular de Polonia, fundada en julio de 1944. Ello se hizo en uso de la soberanía soviética sobre Alemania Oriental en aquel momento, que siguió a la derrota de Alemania en la II Guerra Mundial. Significó la pérdida de grandes territorios históricamente alemanes, y se hizo para compensar a Polonia por la ocupación soviética del este del país en 1939, que se consagró como definitiva por la comunidad internacional por un acuerdo firmado el 16 de agosto de 1945.
La frontera sigue los ríos Óder y Neisse, pero se desvía hacia el noroeste al acercarse al mar Báltico, para englobar también en Polonia las ciudades de Świnoujście y Szczecin. Alemania Occidental no renunció oficialmente a la guerra para recuperar los antiguos territorios perdidos hasta mediados de la década de 1970. Finalmente, la Alemania reunificada reconoció oficialmente la línea de control con Polonia como frontera internacional de pleno derecho el 15 de marzo de 1991, mediante un tratado hexapartito firmado también por Estados Unidos, la Unión Soviética, Francia, el Reino Unido y Polonia. Mediante este mismo tratado, a cambio, Estados Unidos, Francia, Reino Unido y la Unión Soviética renunciaron permanentemente a todos los derechos que retenían sobre la ciudad de Berlín en favor de Alemania.

## Historia

### Primeras menciones
Al finalizar la I Guerra Mundial, los Aliados determinaron la frontera entre la derrotada Alemania y la renaciente Polonia en el Tratado de Versalles de 1919. Esta frontera había intentado respetar las fronteras históricas, pero fracasó al entregar territorios a Polonia habitados por minorías eslavas y al permitirle una salida al mar mediante el llamado corredor polaco. Este corredor sería una de las causas de la Segunda Guerra Mundial, ya que su existencia significaba la separación de las provincias alemanas de Prusia oriental del resto del país.
Durante la II Guerra Mundial, en la Conferencia de Teherán, los soviéticos sugirieron por primera vez la extensión de la frontera polaca hacia el Oder, a cambio de que territorios polacos limítrofes con la URSS pasaran a dominio soviético. El presidente de los Estados Unidos, Franklin Delano Roosevelt rechazó de plano iniciar una discusión de fronteras en aquel momento, finales de 1943, argumentando que era muy temprano. No obstante, el ministro de Relaciones Exteriores del Reino Unido, Anthony Eden, escribió en su diario que Roosevelt no deseaba discutir esos temas ante la proximidad de las elecciones en los Estados Unidos.

### Yalta
La selección de la línea Óder-Neisse fue discutida oficialmente por primera vez en la Conferencia de Yalta, entre los gobernantes de los Estados Unidos, el Reino Unido y la Unión Soviética. Si bien la nueva frontera germano-polaca estaba bien definida en el centro, los aliados occidentales querían que la frontera en el sur siguiera el Neisse oriental, pero la negativa de Stalin fue contundente. El Reino Unido y los Estados Unidos también querían que Alemania conservara Stettin, el tradicional puerto de Berlín, a cambio de que Polonia recibiera Königsberg. Si bien los soviéticos inicialmente accedieron, finalmente cambiaron de opinión y solicitaron el puerto prusiano para establecer una base naval allí. Polonia sería recompensada con Stettin, y con la Baja Silesia, a cambio de ceder Leópolis (en polaco: Lwow) a los soviéticos. El gobierno de Polonia en el exilio, previo a la II Guerra Mundial no estaba de acuerdo, pero el hecho de que no tuviera poder real sobre el terreno, y de que la Polonia de la posguerra (gobernada por prosoviéticos) aceptase el cambio fronterizo hizo inútiles las protestas.
La aplicación de la línea Óder-Neisse implicó a Alemania la pérdida de casi toda Silesia, la mitad de Pomerania, el este de Brandeburgo y una pequeña porción de Sajonia. Al mismo tiempo, Alemania perdió a Danzig, Masuria, Varmia y dos tercios de Prusia Oriental ante Polonia, mientras que el tercio restante de Prusia Oriental fue transferido a la Unión Soviética. Incluso la ciudad de Küstrin, situada en ambas orillas del río Óder, quedó dividida entre Alemania y Polonia, y separada por controles fronterizos hasta 2007, cuando ambos países acordaron una unión fronteriza.
Estos cambios significaron la expulsión masiva de cientos de miles de alemanes de sus hogares hacia el territorio de la Alemania actual. La mayoría de estos nuevos territorios polacos fueron ocupados por polacos expulsados de sus tierras en el este por los soviéticos.[cita requerida] Considerando que después de la invasión de Polonia, los alemanes habían expulsado de sus hogares a muchos ciudadanos polacos y soviéticos, fueron pocas las voces que se alzaron contra esta medida poco humanitaria hacia los alemanes. Un estudio realizado entre antiguos habitantes del corredor polaco después de la guerra, reveló que el 80 % aprobaba la nueva frontera en el Óder. Tanto la República Popular de Polonia como la URSS apoyaron esta nueva frontera, los polacos la consideraban más fácil de defender por tener una longitud de sólo 472 km y los soviéticos creían que un Estado polaco débil no podría conservar esa frontera, ya que Alemania jamás la aceptaría, por lo que Polonia se volvería dependiente de la URSS para garantizar su seguridad.
La historia demostraría que ambas ideas eran equivocadas, Alemania acabó aceptando formalmente la frontera, y además Polonia actualmente es miembro de la OTAN, el bloque antagónico a Rusia, sucesora de la Unión Soviética.

### Potsdam
En la Conferencia de Potsdam la línea Óder-Neisse fue puesta en aplicación. Aunque en Polonia empezó a proclamarse que habían recuperado territorio, la realidad era que lo perdían, ya que los 112 000 km² no compensaban los 187 000 km² perdidos en manos soviéticas en 1939 al aplicarse la línea Curzon. Los nuevos territorios recibidos de Alemania habían estado gobernados por la dinastía Piast polaca hace 700 años. Además, se acordó entonces la expulsión de los alemanes que vivían en los territorios ganados. Sin embargo, económicamente el balance era positivo para Polonia, ya que los nuevos territorios estaban ampliamente industralizados, mientras que las zonas entregadas a la URSS eran zonas rurales y subdesarrolladas en su inmensa mayoría.

### Reconocimiento alemán

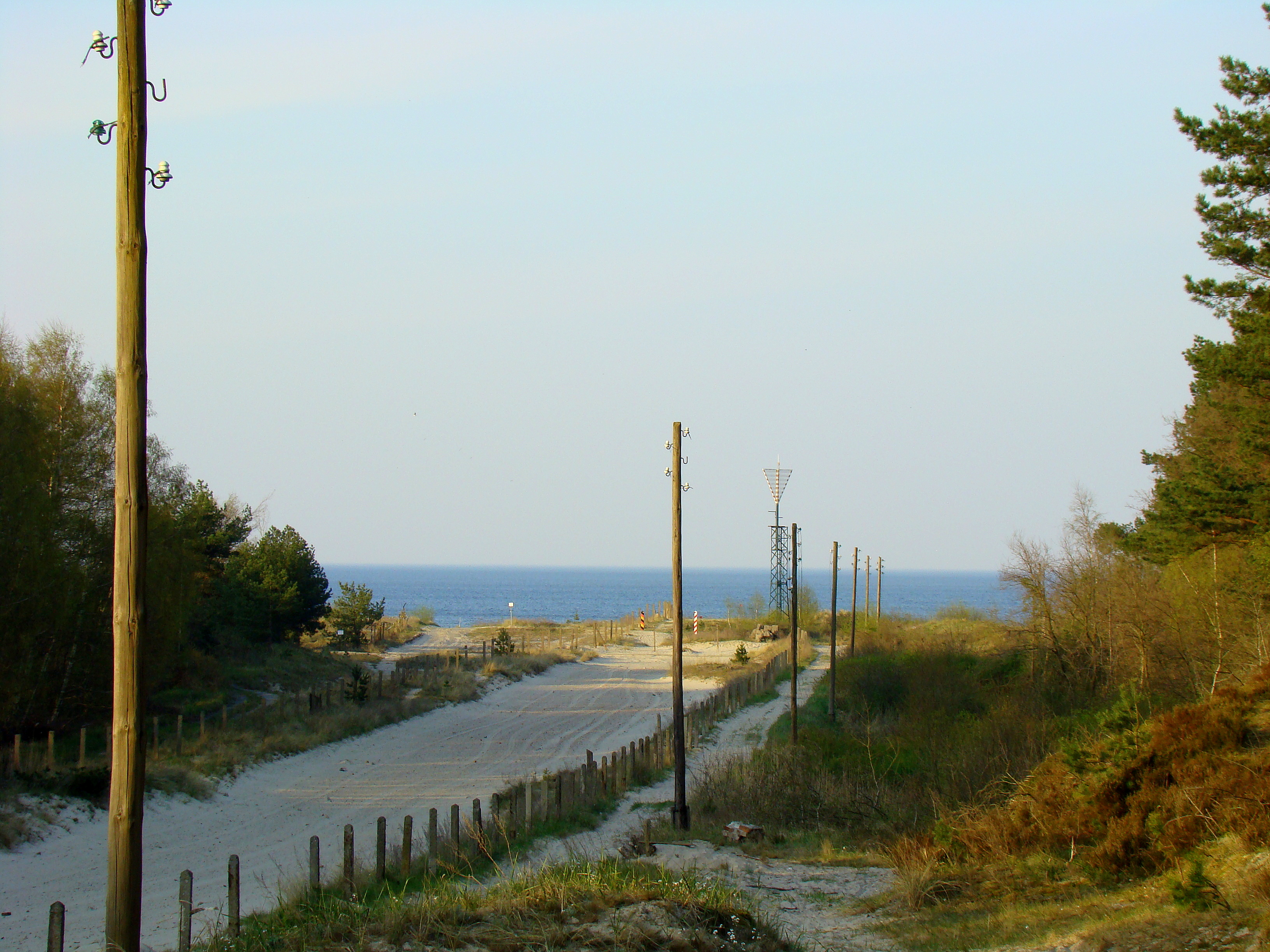
La línea Oder-Neisse en Usedom

En 1950, la República Popular de Polonia y la República Democrática de Alemania firmaron un tratado de reconocimiento de la frontera que sigue el Óder-Neisse. El 8 de marzo de 1989, la Volkskammer ratifica por unanimidad, con 5 abstenciones, este tratado, ya que las fronteras marítimas no habían sido especificadas en 1950.
Después de haberse deteriorado las relaciones anglo-soviéticas, los Estados Unidos y el Reino Unido se opusieron al tratado firmado entre Alemania Oriental y Polonia en 1950. Por su parte, la República Federal de Alemania, siguiendo la Doctrina Hallstein, tampoco reconoció la frontera del Óder-Neisse, aunque tampoco reconocía a Alemania Oriental y a Polonia. No fue hasta 1970, que el canciller de Alemania Occidental Willy Brandt, siguiendo su política de Ostpolitik, firmó un tratado en Moscú y Varsovia, reconociendo la línea Óder-Neisse únicamente como línea de armisticio provisional entre Alemania y Polonia.
Tras la reunificación alemana, los actuales Estados de Polonia y Alemania aceptaron la frontera actual en noviembre de 1990, mediante el Tratado fronterizo germano-polaco, siendo este punto obligatorio para el reconocimiento del nuevo Estado alemán, al mismo tiempo que se enmendó la Constitución alemana, eliminando su artículo 23 ya que, aunque había servido para permitir la reunificación, también lo podía usar un futuro gobierno alemán para reclamar territorios en el este. El 16 de enero de 1992, un segundo tratado, el Tratado de Buena Vecindad ratificó por última vez la actual frontera germano-polaca. También se reconocieron derechos políticos y culturales básicos para las minorías polacas o germanas entre los países firmantes. En la actualidad, unos 150 000 alemanes étnicos continúan viviendo en Polonia, y medio millón de polacos viven en Alemania, aunque muchos de estos últimos llegaron en las últimas décadas.